# Poblana squamata
Poblana squamata là một loài cá thuộc họ Atherinidae. Đây là loài đặc hữu của México.